# دوایت یورک
دوایت اورزلی یورک (به انگلیسی: Dwight Eversley Yorke) بازیکن سابق فوتبال اهل ترینیداد و توباگو می‌باشد.
او طی سال‌های ۱۹۸۸ تا ۲۰۰۹ برای استون ویلا، منچستریونایتد، بلکبرن روورز، بیرمنگام سیتی، سیدنی اف‌سی و ساندرلند به عنوان مهاجم به میدان رفت. یورک ۱۲۳ گل در لیگ برتر انگلستان به ثمر رساند و رکورد او تا سال ۲۰۱۷ پابرجا ماند اما در نهایت توسط سرخیو آگوئرو شکسته شد.
علیرغم گذراندن زمانی طولانی در استون ویلا او تنها یک جام مهم را به دست آورد اما پس از پیوستن به باشگاه منچستریونایتد او بیشترین جوایز را برنده شد. او با این باشگاه سه قهرمانی لیگ برتر، یک قهرمانی در جام حذفی و یک جام لیگ قهرمانان اروپا را برد. یورک در فصل ۹۹-۱۹۹۸ به عنوان بهترین بازیکن لیگ برتر انتخاب شد. وی در سال ۲۰۱۵ وارد تالار مشاهیر باشگاه سیدنی اف‌سی شد.